# Susanne (Birnensorte)

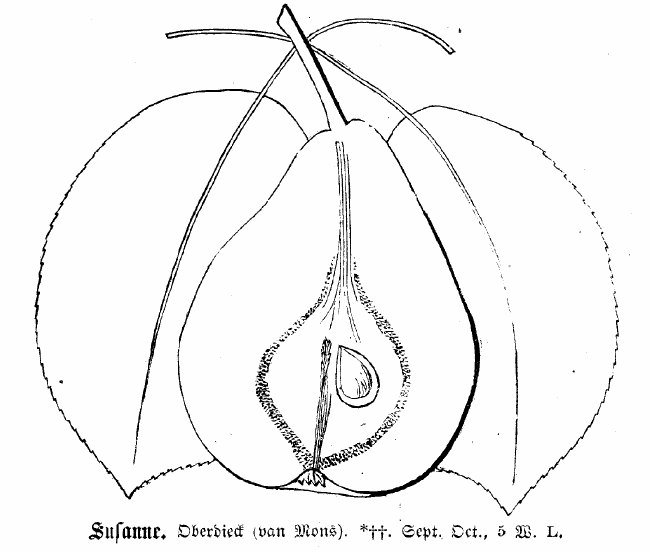
Schnittzeichnung und Blatt der Birnensorte Susanne

Die Birnensorte Susanne wurde von Jean-Baptiste van Mons gezüchtet und 1838 als eine von 300 Sorten an Johann Georg Conrad Oberdieck gesandt. Sie war Bestandteil einer Sendung von 300 unbenannten Reisern, von denen Oberdieck nur ungefähr 25 für erhaltenswert hielt. Er beschrieb sie 1852 erstmals und nahm sie 1875 als Nr. 232 in sein Illustrirtes Handbuch der Obstkunde Band V Birnen auf.
Die Frucht wird als birnen- bis glockenförmig beschrieben mit 2″ und 2½ bis 3″ Höhe. Der Bauch ist meistens schön rund. Der Kelch ist recht klein und oft fehlend. Der Stiel ist bei einer Länge von 1 1/4 bis 1 1/3″ holzig und ziemlich dünn und dabei durch einen Fleischwulst meist etwas zur Seite gedrückt. Die Schale ist fein rau und wechselt von grünlich zu grüngelb in der Reife, durch den Überzug mit Rost scheint die Grundfarbe meist nur durch. Das Fruchtfleisch ist gelblichweiß mit einem schwach weinartigen starken Zuckergeschmack. 
Die Erntezeit kann in günstigen Jahren schon am 15. September anfangen, meist jedoch erst Ende September bis Anfang Oktober. Die geernteten Früchte sind fünf Wochen lang haltbar. 
Der Baum zeigt gutes Wachstum und trägt viele Früchte. Er stellt geringe Ansprüche an den Boden und lässt sich auf leichten und schweren Böden kultivieren.